# Маиао
Маиао (фр. Maiao, таит. Mai’ao) — один из Наветренных островов архипелага Острова Общества во Французской Полинезии в Тихом океане.

## География
Расположен в 70 км к западу от острова Муреа. Представляет собой возвышенный остров (до 154 м), окружённый моту. Включает в себя две гипергалинные (сверхсолёные) лагуны Рото-Ити (Roto Iti) и Рото-Рахи (Roto Rahi).

## Административное деление
Острова Муреа и Маиао образуют коммуну Муреа-Маиао, которая входит в состав административного подразделения Наветренные острова.
| Остров или риф      | Площадь суши, км² | Площадь лагуны, км² | Население, чел. (2007) | Административный центр |
| ------------------- | ----------------- | ------------------- | ---------------------- | ---------------------- |
| Муреа               | 134               | —                   | 16 191                 | Афаретю                |
| Маиао               | 9                 | —                   | 299                    |                        |
| Коммуна Муреа-Маиао | 143               | —                   | 16 490                 | Афаретю                |

## Население
В 2007 году на острове проживало 299 человек.